# Aus einem Totenhaus
Aus einem Totenhaus, im tschechischen Original Z mrtvého domu, ist eine Oper in drei Akten von Leoš Janáček. Das Libretto stammt vom Komponisten, es handelt sich dabei um eine Bearbeitung der Aufzeichnungen aus einem Totenhaus (russ. Записки из Мёртвого дома, Zapiski iz Mёrtvogo doma) von Fjodor M. Dostojewski. Eine Übertragung ins Deutsche besorgte Max Brod.

## Handlung
(Die Textangaben beziehen sich auf die typischen Unterteilungen, nach denen sich die meisten Aufnahmen richten. Deutliche musikalische Brüche findet man in der Oper nur zwischen den einzelnen Akten.)

### Erster Akt
Winter, Tagesanbruch im Straflager. Die Häftlinge gehen ihrer morgendlichen Beschäftigung nach, als ein neuer Gefangener, der aus politischen Gründen verhaftete Adelige Alexandr Petrovič Goryančikov, gebracht wird („Přivednou dnes pána“ – „Heute bringen sie einen Adligen“). Der Kommandant verhört ihn und lässt den „Politischen“ auspeitschen („Jak te nazývaji?“ – „Wie heißt du denn?“). Einige Häftlinge beschäftigen sich mit einem verletzten Adler; sie machen sich über seine Verletzung lustig, bewundern jedoch gleichzeitig den „König der Wälder“ in ihm („Zvíře, nedá se […] Orel car lesů“ – „Die Bestie wehrt sich […] Der Adler ist der König der Wälder“). Die Sträflinge machen sich an die Arbeit („Neuvidí oko již“ – „Meine Augen werden nicht mehr sehen“), zwischen zweien, Luka Kuzmič und Skuratov, kommt es zum Streit („Ja mladá, na hodech byla“ – „Ich, ein junges Mädchen, war auf dem Fest“). Luka erzählt Aljeja von der Tat, für die er im Lager landete („Aljeja, podávej nitku“ – „Aljeja, gib mir einen Faden“): Als er das erste Mal im Gefängnis saß, begegnete er dort einem grausamen und überheblichen Kommandanten, der von sich sagte, für die Sträflinge sei er Zar und Gott. Luka erstach ihn und wurde daraufhin öffentlich ausgepeitscht. Schließlich wird der gefolterte und ausgeplünderte Goryančikov zurück zu den anderen Insassen gebracht.

### Zweiter Akt
Ein halbes Jahr später, am Fluss Irtyš in der Nähe des Lagers. Die Häftlinge sind bei der täglichen Zwangsarbeit. Aljeja und Goryančikov haben sich angefreundet, der Adelige will dem jungen Gefangenen Lesen und Schreiben beibringen („Milý, milý Aljejo“ – „Lieber, lieber Aljeja“). Glockenläuten beendet den Arbeitstag, die Häftlinge dürfen anlässlich eines kirchlichen Feiertags ein kleines Fest begehen („Alexandr Petrovič, bude prázdnik“ – „Alexander Petrowitsch, es ist Feiertag“). Der einfältige Skuratov erzählt seine Geschichte: Seine große Liebe Luisa wurde gezwungen, einen reichen Verwandten zu heiraten; aus Verzweiflung hat Skuratov den Bräutigam erschossen („Jaj, ja pustý zbytečný člověk […] Přešel den, druhý, třetí“ – „Ach, ich armer, unnützer Mensch […] Es verging ein Tag, der zweite, der dritte“). Die Häftlinge improvisieren zwei Theaterstücke, das Stück von Kedril und Don Juan („Černá kobyla, nevybílíš do bíla […] Dnes bude můj poslední den“ – „Ein schwarzes Pferd kann man nicht bleichen […] Heute ist mein letzter Tag“) sowie eine Pantomime über eine schöne aber untreue Müllerin („Pantomima o pěkné mlynářce“ – „Die Pantomime der schönen Müllerin“). Das Fest endet im Streit, als einer der Sträflinge Goryančikov provoziert, da der ehemalige Adelige selbst im Gefängnis noch die Möglichkeit hat, Tee zu trinken („Pěkně hráli, co?“ – „Schöne Stücke, nicht?“). Aljeja wird verletzt.

### Dritter Akt

#### Erstes Bild: Im Lagerlazarett
Es ist Frühjahr geworden. Goryančikov liest dem fiebernden Aljeja aus der Bibel vor („Isak, prorok boží“ – „Jesus, der Prophet Gottes“). Der im Sterben liegende Luka verhöhnt Čekunov wegen seines dienerischen Verhaltens gegenüber Goryančikov. Skuratov ist wahnsinnig geworden. Šapkin erzählt, wie er, als Landstreicher und Einbrecher verhaftet, von einem Wachtmeister, der ihn als Dieb entlarven wollte, am Ohr gezogen wurde („O bratři ta bolec to nic“ – „O Brüder, dieser Schmerz ist nichts“). Der alte Sträfling betet und weint um seine Kinder („Má děťátka milá“ – „Meine lieben Kinderchen“). Schließlich erzählt Šiškov, unterbrochen von den drängenden Fragen Čerevins, seine, die längste aller Geschichten: Ein reicher Kaufmann hatte eine Tochter, Akulka; ein Freund Šiškovs, namens Filka Morozov, behauptete, mit ihr geschlafen zu haben („Ty, pravil Filka […] A Filka křičí“ – „Du, sagte Filka […] Und Filka ruft“). Sie wurde schließlich mit Šiškov verheiratet, der in der Hochzeitsnacht entdeckte, dass sie noch unschuldig war („A ja byl, bratříčku“ – „Und ich war, Brüderchen“), doch dem falschen Freund Filka gelang es, ihn zu überzeugen, dass er zu betrunken gewesen sei, um irgendetwas zu bemerken („Na druhý den“ – „Am nächsten Tag“). Als Filka sich, anlässlich seiner Abreise, bei Akulina für das ihr zugefügte Elend entschuldigt, sagt sie zu ihrem Ehemann, dass sie Filka liebe, woraufhin Šiškov sie ermordet. Luka stirbt an der Schwindsucht und Šiškov erkennt in ihm den einstigen Rivalen Filka Morozov. Ein Wachmann holt Petrovič.

#### Zweites Bild: Hof des Lagers
Der angetrunkene Kommandant bittet Goryančikov um Entschuldigung für die Auspeitschung und verkündet dann seine Begnadigung („Petroviči, ja jsem tě urazil“ – „Petrowitsch, ich bitte dich um Verzeihung“). Abschied von Aljeja. Die Gefangenen lassen den Adler frei, dessen Flügel geheilt ist. Während sie ihm noch nachblicken („Svoboda, svobodička“ – „Freiheit, süße Freiheit“), werden sie von den Wachen wieder zur Arbeit getrieben.

## Entstehung der Oper
Der Komponist begann Anfang 1927 mit der Arbeit an der Oper. Im Mai 1928 waren Libretto und Partitur beendet, Janáček starb jedoch, bevor er – dies wäre seine übliche Arbeitsweise gewesen – den III. Akt noch einmal durchsehen und gegebenenfalls korrigieren konnte. Aus diesem Grund beauftragte das Brünner Theater zwei Schüler Janáčeks, Břetislav Bakala und Osvald Chlubna, mit der Vollendung der Komposition. Sie ergänzten die – ihrer Meinung nach – unvollständige Instrumentation und fügten der Oper einen „optimistischen“ Schluss an. Dieser endet mit der Freilassung des Adlers, ohne dass die Sträflinge wieder zur Arbeit geschickt werden. In dieser Fassung wurde die Oper bis in die 1960er Jahre hinein meist gespielt. Danach verwendete man, dem allgemeinen Trend zu mehr Werktreue und zu Aufführungen in der Originalsprache folgend, wieder Janáčeks ursprüngliche Partitur, die dank der ausführlichen Dokumentation der einst vorgenommenen Änderungen problemlos wiederhergestellt werden konnte.
Der Musikwissenschaftler John Tyrell schuf eine neue kritische Ausgabe der Partitur mit Hinweisen für die Aufführungspraxis von Charles Mackerras, die 2017 im Verlag Universal Edition erschien.

## Charakteristik
Z mrtvého domu trägt überwiegend den Charakter eines Oratoriums. Es gibt keine durchgehende Handlung. Im landläufigen Sinn ,opernhafte‘ Szenen fehlen größtenteils. Der eigentliche Kern des Stücks sind die Monologe der Gefangenen, in denen sie ihre Taten schildern. Sie sind um das Fest im II. Akt mit der ,Oper in der Oper‘, d. h. der kleinen Theateraufführung der Häftlinge gruppiert. Als Klammer der gesamten Handlung fungieren die Einlieferung und Entlassung von Goryančikov.
Die durchkomponierte Musik ist expressionistisch, dominiert vom Sprechgesang der verschiedenen Akteure. Lediglich bei den häufig von Sehnsucht getragenen Erzählungen der Gefangenen erlaubte sich der Komponist einige ariose Elemente und Anklänge an die Volksmusik seiner Heimat. Janáček übernahm Auszüge aus Dostojewskis Text mit wenigen Ausnahmen wörtlich, veränderte aber die Abfolge der Szenen – beispielsweise bei der Einfügung der Episode des verletzten Adlers –, um die Handlung dramatisch zu verdichten.

## Rezeption
Eine Inszenierung der Oper wurde 2007 bei den Wiener Festwochen von dem französischen Regisseur Patrice Chéreau und dem ebenfalls französischen Dirigenten Pierre Boulez aufgeführt. Diese internationale Kooperation wurde auch beim Festival d’Aix-en-Provence, beim Holland Festival in Amsterdam, an der Metropolitan Opera in New York, der Staatsoper Berlin, der Paris Opéra und am Teatro alla Scala in Mailand gezeigt. Weitere Produktionen wurden u. a. an der Staatsoper Hannover (2009, Regie: Barrie Kosky), der Oper Zürich (2011, Regie: Peter Konwitschny), im Nationaltheater Prag (2015, Daniel Špinar), im Royal Opera House Covent Garden (2018, Krzysztof Warlikowski) und der Bayerischen Staatsoper in München (2018, Frank Castorf) herausgebracht. Im November 2022 wurde das 8. Janáček-Festival in Brno mit dieser Oper eröffnet (Regie: Jiří Heřman). Die Ruhrtriennale brachte im August bzw. September 2023 eine immersive Aufführung des Werks in der Bochumer Jahrhunderthalle (Regie: Dmitri Tcherniakov).

## Aufnahmen
- Gala (1953): Bernard Demigny, Gerard Friedmann, Jean Giraudeau, Roger Barrier, Xavier Depraz, Michel Hamel, Lucien Lovano; Nationalorchester und französischer Radiochor unter Jascha Horenstein (Aufnahme in französischer Sprache)
- Gala (1954): Siemen Jongsma, Chris Scheffer, Jan van Mantgem, Zbyslaw Wozniak; Orchester und Chor der Niederländischen Oper unter Alexander Krannhals (Aufnahme in deutscher Sprache)
- Supraphon (1963): Vladimir Sauer, Vaclav Halir, Bohumil Kurfürst, Marie Steinerova, Jaroslav Ulrych, Vladimir Bauer; Philharmonie Brünn und Janáček Opernchor unter Břetislav Bakala und Jaroslav Vogel
- Supraphon (1964): Václav Bednár, Helena Tattermuschková, Beno Blachut, Jaroslav Horácek, Antonin Votava, Ivo Žídek; Orchester und Chor des Prager Nationaltheaters unter Bohumil Gregor
- Supraphon (1979): Richard Novák, Vilém Přibyl, Milada Jirglova, Beno Blachut, Ivo Žídek, Jaroslav Soucek; Orchester und Chor der Tschechischen Philharmonie unter Václav Neumann
- Decca (1980): Jaroslava Janská, Ivo Žídek, Jiří Zahradníček, Václav Zítek, Dalibor Jedlicka, Antonin Svorc; Wiener Philharmoniker und Wiener Staatsopernchor unter Charles Mackerras
- Oriel Music Society (1997): David Kempster, Gail Pearson, Robert Brubaker, John Daszak, Andrew Shore; Orchester und Chor der Englischen Nationaloper unter Paul Daniel (Aufnahme in englischer Sprache)
- Deutsche Grammophon (DVD, 2007): Olaf Bär, Eric Stokloßa, Štefan Margita, John Mark Ainsley, Jiři Sulzenko, Heinz Zednik, Gerd Grochowski; Mahler Chamber Orchestra und Arnold Schoenberg Chor unter Pierre Boulez; Patrice Chéreau (Regie)